# Velbloudník tenkokřídlý

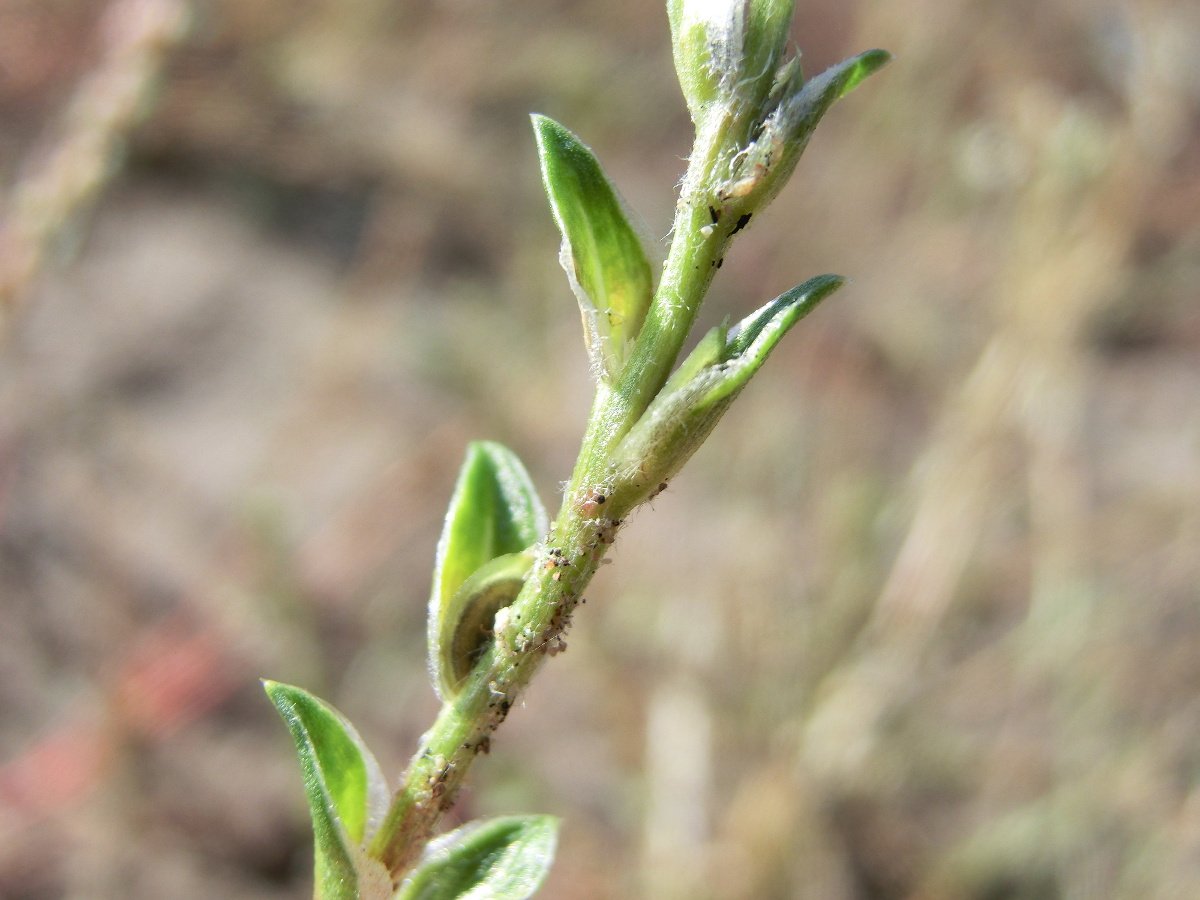
Lodyha s listy

Velbloudník tenkokřídlý (Corispermum pallasii) je jednoletá, středně vysoká bylina písčitých půd, která se jen řídce vyskytuje v české přírodě. Je jedním z celkem asi 70 druhů rodu velbloudník a v České republice je považován za zdomácnělý neofyt náhodně zavlečený z jiných části Evropy. Na území dnešního Česka byl poprvé zjištěn v roce 1933 a v současnosti se jeví jako druh lokálně hojný se středním potenciálem dalšího šíření.
Z počátku byl druh velbloudníku rostoucí v české krajině považován za Corispermum leptopterum (Asch.) Iljin, teprve na počátku třetího tisíciletí byl nově rozpoznán jako Corispermum pallasii Steven. Druhové jméno dostal podle významného německého botanika a zoologa Simona Pallase, působícího na přelomu 18. a 19. století u carského dvora v Rusku.

## Rozšíření
Původní areál velbloudníku tenkokřídlého není zcela jasný. Podle jedněch druh pochází z jihovýchodní Sibiře a pravděpodobně i ze Severní Ameriky, podle jiných autorů je mu domácí krajinou jih Kanady a sever Spojených států amerických.
V současnosti je rozšířen na ruské Sibiři, ve Střední Asii a téměř po celé Evropě, vyjma nejsevernějších částí a Pyrenejského poloostrova. Na americkém kontinentu roste v jižních oblastech Kanady a na územích okolo Velkých jezer ve Spojených státech. V České republice se vyskytuje hlavně na jižní Moravě a řídce i v Praze.
V české krajině byl poprvé pozorován roku 1933 v Brně. Od konce 80. a počátku 90. let 20. století v ČR známe dvě stabilní populace, jedna je na odpadní haldě bývalé elektrárny v Oslavanech a další v pískovnách a přilehlých písčitých lokalitách u Bzence. Mimo to se velbloudník občas porůznu vyskytuje na hromadách písku či strusky používané k zimnímu posypu cest. Ostrůvkovitý náhodný výskyt na jižní Moravě může být spojen s jeho nedalekým rozšířením na Slovensku v písčitých biotopech v okolí Malacek na Záhorské nížině.

## Ekologie
Rostlina je zařazovaná mezi psamofyty a roste nejčastěji na teplých, písčitých půdách v blízkosti pískoven, na okrajích cest, na skládkách písku nebo písčitých dunách. Tento terofyt si vybírá místa písčitého charakteru se slabou konkurencí jiných druhů nebo často narušovaná lidskou činností, roste na staveništích nebo poblíž železničních tratí. Bylina kvete postupně od června do září a má ploidii 2n = 18.

## Popis
Jednoletá rostlina vyrůstající z niťovitého, větveného kořene. Lodyhy bývají vysoké 10 až 50 cm, jsou přímé, vystoupavé i poléhavé a převážně odspodu silně rozvětvené. Jsou od báze střídavě porostlé přisedlými, jednoduchými, čárkovitými nebo kopinatými listy s plochými čepelemi 15 až 35 mm dlouhými a 2 až 3 mm širokými.
Výše na lodyze přecházejí listy v listeny, které s přisedlými květy vytvářejí přerušovaný lichoklas. Oboupohlavé květy mají pouze jeden blanitý okvětní lístek chránící tři tyčinky s prašníky a dvě čnělky s bliznami. Květy jsou samosprašné a často u nich dochází k opylení, aniž by se otevřely.
Plody jsou eliptické, mírně stlačené nažky asi 3 mm dlouhé a 2 mm široké a s úzkým křídlem, jsou lesklé, světle hnědé až olivově zelené, často s červenými nebo bílými skvrnkami. Malá část semen po dozrání vypadne ihned, zbytek zůstává v suchých plodenstvích do zimy.

## Rozmnožování
Velbloudník tenkokřídlý se rozmnožuje výhradně pohlavně, tj. semeny (nažkami), kterých jedna rostlina vyprodukuje velké množství. Vypadaná semena bývají do nepříliš vzdáleného okolí zaváta větrem, napomáhají tomu nevelká křídla nažek. Tyto byliny se také někdy řadí mezi tzv. stepní běžce, kdy na podzim je uschlá rostlina ulomena větrem a roznášena po okolí, nárazy se při tom vydroluje zbytek semen. Na velké vzdálenosti jsou semena zanášena s přepravou písku nebo podobného substrátu, ve kterém rostou; odtud pramení její výskyt podél silnic, železničních tratí nebo na rozsáhlejších staveništích.